# Челябинск (метеорит)
Челябинск (также получил известность как Челя́бинский либо Чебарку́льский метеорит) — метеорит, упавший на земную поверхность 15 февраля 2013 года в результате торможения в атмосфере Земли небольшого астероида, что сопровождалось его разрушением с распространением серии ударных волн над территорией Челябинской области и части соседних регионов России, а также Казахстана, и привело к определённым разрушениям в Челябинске (разрушены несколько непрочных построек, несущественно повреждены многие здания), а также ранениям среди населения (примерно 2 тысячи). Мощность взрыва, произошедшего в момент входа метеорита в плотные слои атмосферы над Челябинской областью, по оценкам NASA составила от 300 до 500 килотонн, что примерно в двадцать раз превосходит мощность атомной бомбы, сброшенной на Хиросиму.
Многие фрагменты были найдены на территории Челябинской области. Наиболее крупные из фрагментов, общей массой 654 кг, были подняты 16 октября 2013 года со дна озера Чебаркуль (Челябинская область). Самый большой осколок хранится в Государственном историческом музее Южного Урала.
Метеорит относится к классу обыкновенных хондритов LL5 (наименее распространённая группа обыкновенных хондритов, с общим содержанием железа 19—22 % и лишь 0,3—3 % металлического железа), характеризуется ударной фракцией S4 (следы умеренного воздействия ударных волн) и степенью выветривания W0 (без видимых следов окисления).

## Выбор названия
Вначале было предложено дать метеориту название ближайшего от места первой находки метеорита населённого пункта, города Чебаркуль, стоящего на берегу озера Чебаркуль, на льду которого и были обнаружены осколки метеорита. Высказывались предположения, что основная его часть находится на дне озера.
Однако метеорит получил официальное название «Челябинск», поскольку обломки метеорита, разрушившегося в районе Челябинска, упали на обширной территории Челябинской области. Об этом сообщил директор Института геохимии и аналитической химии им. В. И. Вернадского РАН академик Эрик Галимов. После отправки заявки в Международное общество метеоритики и планетологии название небесного тела было внесено в Международный каталог метеоритов.

## Описание
«Челябинск» — метеорит, представляющий собой обыкновенный хондрит типа LL5 (S4, W0), то есть каменный метеорит петрологического типа 5 и химического типа LL. Ранее метеориты такого типа в России не встречались. По предварительным данным, возраст материнского тела (объекта, частью которого первоначально был метеорит) превышает 4 миллиарда лет.
Первые оценки его минерального состава показали содержание в образцах около 10 % метеоритного железа в виде твердосплавных разновидностей — камасита и тэнита, а также оливин и пирротин. Различные образцы метеорита имеют разный состав (хондрит, брекчия, ударный расплав). Таким образом метеорит представляет собой ударно-расплавленную брекчию.
Главными минералами во фрагментах метеорита являются силикаты: оливин и ортопироксен; второстепенными — сульфиды (троилит и хизлевудит), твердосплавные разновидности самородных Fe и Ni. Также встречаются хромит, клинопироксен, плагиоклаз и стекло полевошпатового состава, фосфаты (мерриллит) и хлорапатит. При этом достаточно чётко выражены следующие зоны с различающимися структурой и минеральным составом: основная часть метеорита, содержащая хондры, трещины в ней, и зона поверхностного оплавления.
Центральная часть фрагментов метеорита сложена крупными (до 1-2 мм) зёрнами оливина и ортопироксена, в подчинённом количестве хромита и клинопироксена, с крупными обособлениями металлического железа и троилита. Межзерновые пространства заполнены мелкозернистым агрегатом кристаллов Mg-Fe-х силикатов, хромита, плагиоклаза, Ca-фосфатов, стекла и металл-сульфидных глобулей.
На фоне мелко- и среднезернистой массы резко выделяются округлые обособления — хондры. Их минеральный состав сильно варьирует, структуры также сильно различаются. Хондры с чётко выраженной ориентированной колосниковой структурой сложены преимущественно оливином и основными разностями плагиоклаза. Также присутствует хромит, реже хлорапатит. Металл-сульфидные глобули в основном сосредоточены на периферии и за пределами хондр. Хондры с менее выраженной ориентированностью структуры встречаются чаще, а минеральный их состав богаче: силикаты представлены оливином, ортопироксеном, изредка хромдиопсидом, содержание плагиоклаза сравнительно меньше. Также в них присутствует хромит, камасит, тэнит и троилит.
Зона поверхностного оплавления имеет мощность в основном не более 1 мм. Она сложена стеклом, недоплавленными фрагментами силикатов и хромита, а также присутствуют металл-сульфидные и сульфидные глобулы размерами 10-15 микрон. Наиболее характерно для метеорита наличие глобулей с содержанием хизлевудита и годлевскита, иногда встречается аваруит и минералы Cu, глобули с содержанием троилита, камасита и тэнита встречаются реже. Выявлены отдельные проявления интерметаллида Os-Ir-Pt неясного состава. Крупные трещины в обломках метеорита содержат стекловатый агрегат, сходный по составу с зоной оплавления.

## Астероид в космическом пространстве

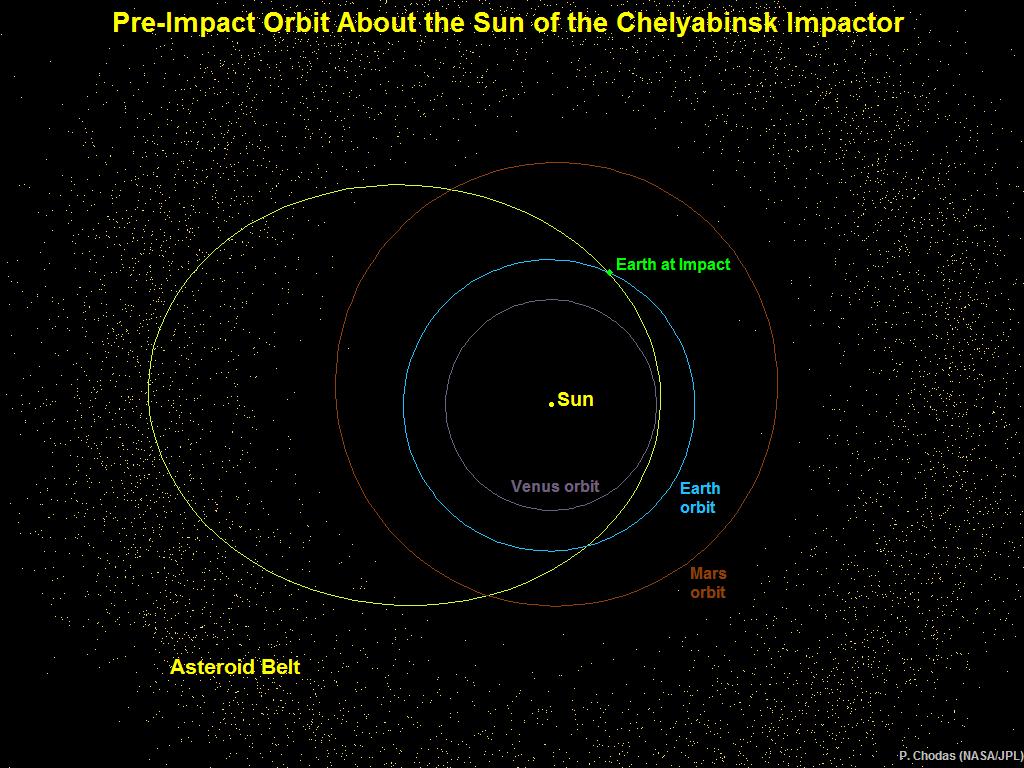
Орбита астероида до столкновения с Землёй

Небольшой астероид, разрушение которого в атмосфере привело к выпадению метеоритных осколков, по мнению некоторых учёных, некогда откололся от довольно крупного астероида. Породы, слагавшие материнское тело, имеют возраст около 4,5 млрд лет. 289 миллионов лет назад произошло событие, в результате которого Челябинский астероид отделился от материнского небесного тела. Это событие было кратковременным и сопровождалось нагревом до 650 градусов. Значительно позднее, несколько десятков тысяч лет назад астероид претерпел столкновение с другим небесным телом, что привело к дроблению тела и вызвало развитие в нём жил плавления.
Исходя из реконструкции траектории движения астероида, астрономы из Колумбии сделали вывод о вероятной принадлежности объекта к группе астероидов Аполлонов, орбиты которых пересекают земную.
В мае 2014 года ученые из Сибирского отделения РАН и Новосибирского государственного университета вместе с японскими учеными, изучив состав фрагментов, поднятых со дна озера Чебаркуль, установили, что метеорит содержал в себе жадеит, который в состав небесных тел входит крайне редко и формируется при наличии сильного давления (около 12 гигапаскалей) и высокой температуры (до 2000°С). Вследствие этого они сделали вывод, что челябинский метеорит около 10 млн лет назад пережил столкновение в космическом пространстве, после которого его траектория и пересеклась с Землёй.

## Падение метеоритных осколков
Размер астероида составлял около 19,8 метра в поперечнике при массе 13 тысяч тонн к тому моменту, когда он вошёл в плотные слои атмосферы и стал подвергаться абляции (разрушению). Пролёт в плотных слоях атмосферы сопровождался комплексом явлений: суперболид, свечение которого было ярче Солнца , конденсационный след в атмосфере, ударные волны, включая акустические явления, и большое число динамических ионосферных, атмосферных и сейсмических явлений. На высоте от 50 до 30 км метеорное тело распалось. Серия ударных волн, образующихся при движении твёрдых тел на скоростях, значительно превышающих скорость звука на данной высоте, была воспринята наблюдателями как серия взрывов, подобных тем, что наблюдали очевидцы Тунгусского феномена. Отдельные фрагменты достигли земли, выпав метеоритным дождём.

## Ход исследований

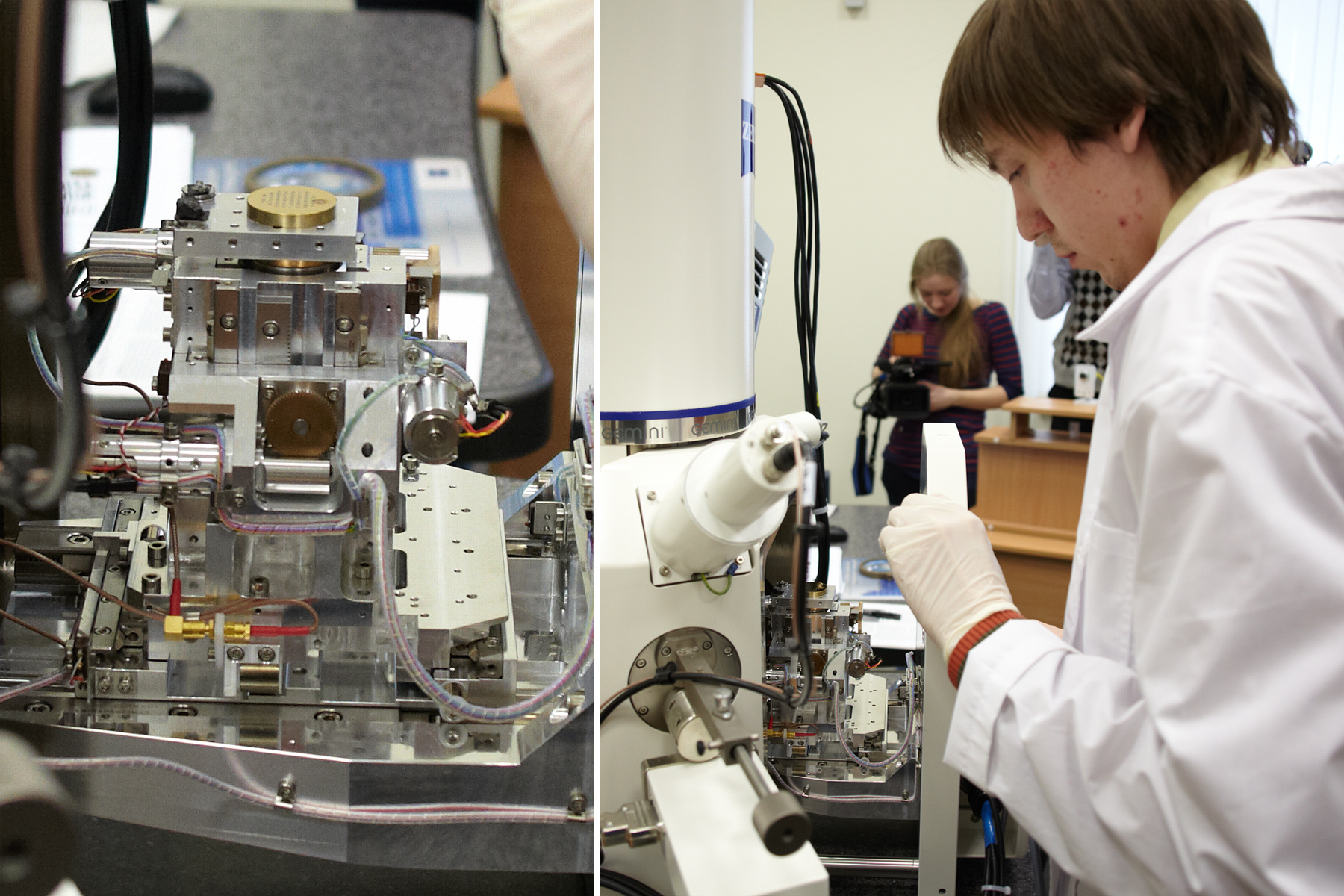
Изучение найденных образцов

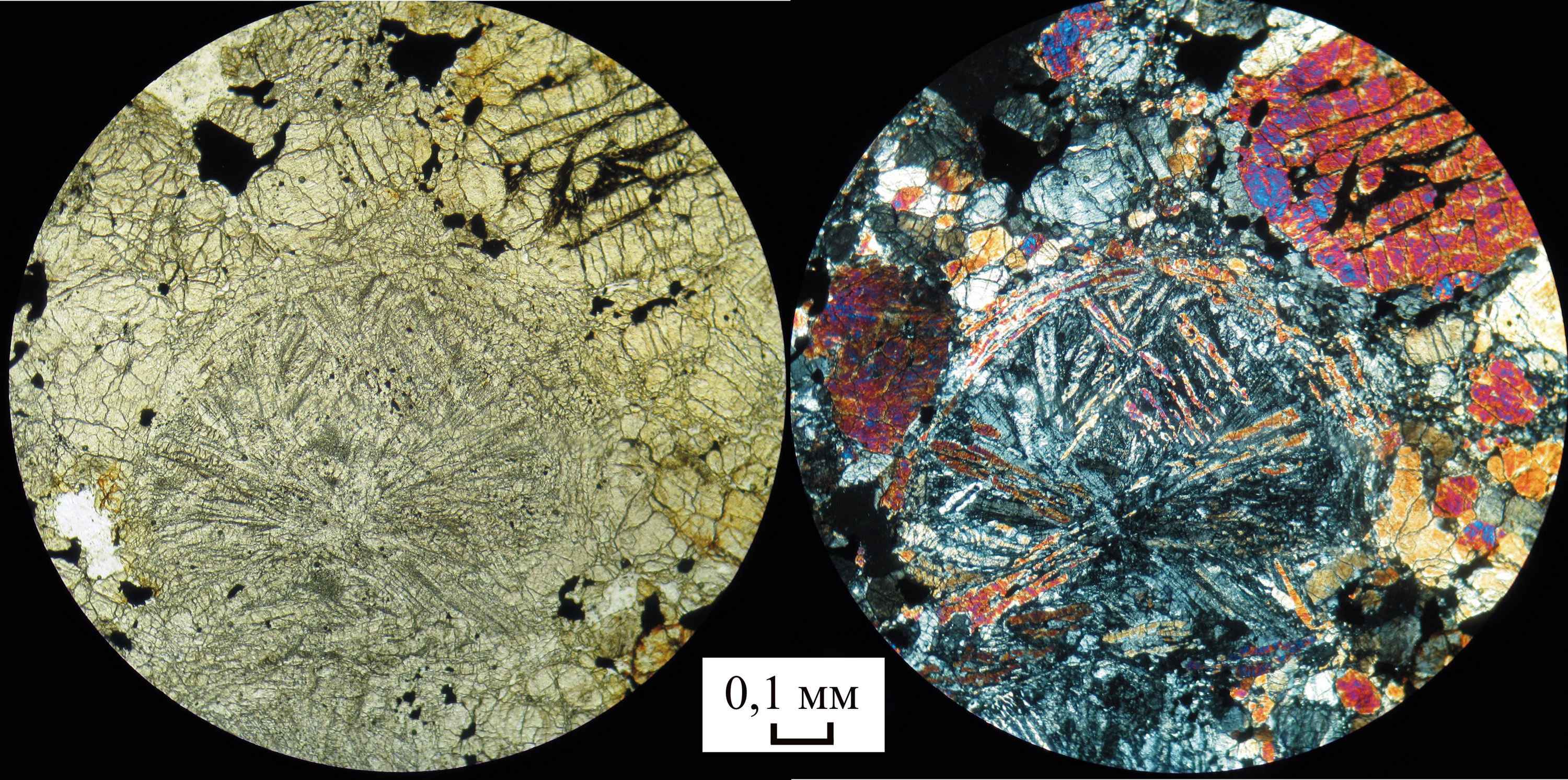
Образцы метеоритной породы под микроскопом

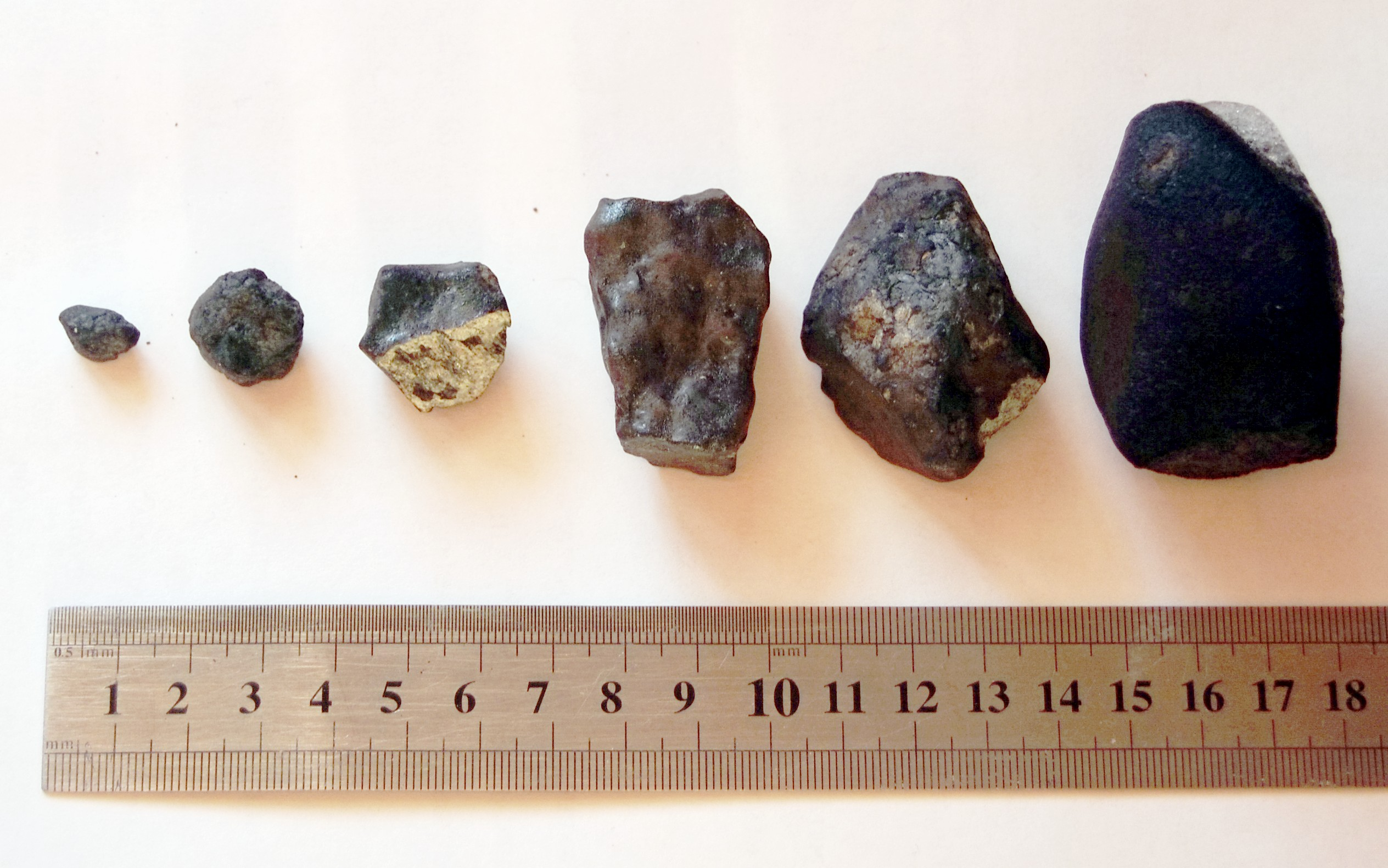
Осколки метеорита, найденные 23 февраля в Еткульском районе экспедицией Челябинского государственного университета

Под руководством Комитета по метеоритам РАН была сформирована Метеоритная экспедиция Уральского федерального университета под руководством Михаила Ларионова. Уже 16 и 17 февраля учёные осмотрели предполагаемые места падения обломков метеорита и собрали 53 мелких образца, размером не более 1 см, на льду вокруг полыньи на озере Чебаркуль. Данные лабораторных анализов подтвердили внеземное происхождение найденных на льду озера фрагментов метеорита. Подробности о химическом составе сообщил член комитета РАН по метеоритам учёный УрФУ Виктор Гроховский, заявив, что это каменный метеорит из класса обыкновенных хондритов.
19 февраля состоялась вторая экспедиция учёных, в этот раз через населённые пункты к югу от города Челябинск, такие как Еманжелинск, Депутатский, Первомайский. Удалось найти более крупные фрагменты суммарной массой до 1 кг, структура которых соответствует образцам, собранным на льду озера Чебаркуль. Они позволят провести более качественные исследования.
25 февраля было сообщено о находке крупного осколка метеорита массой более 1 килограмма в районе села Еманжелинка и поселка Травники, и о том, что всего было найдено более 100 осколков.
28 февраля был снегопад, в связи с чем поиски обломков метеорита всеми экспедициями приостановлены до весны.
В августе 2013 года специалисты Челябинского государственного университета после проверки сообщили, что одним из местных жителей в районе поселка Тимирязевский был найден фрагмент метеорита весом 3,4 килограмма. В то же время, власти Челябинской области выделили 3 миллиона рублей на поиск и подъём фрагментов метеорита из озера Чебаркуль.
Анализ осколков метеорита, проведённый в Институте геологии и минералогии им. В. С. Соболева СО РАН, позволил определить состав более точно.
| Состав метеорита               | Состав метеорита | Состав метеорита |
| Минерал                        | Состав           | Примечания       |
| ------------------------------ | ---------------- | ---------------- |
| Оливин                         | (Mg,Fe)2SiO4     | Основа           |
| Ортопироксен                   | (Mg,Fe)2Si2O6    | Основа           |
| Троилит                        | FeS              | Примеси          |
| Хизлевудит                     | Ni3S2            | Примеси          |
| Камасит                        | Fe               | Примеси          |
| Тэнит                          | Ni,Fe            | Примеси          |
| Хромит                         | (Fe,Mg)Cr2O4     | Примеси          |
| Диопсид                        | CaMgSi2O6        | Примеси          |
| Плагиоклаз                     | (Ca,Na)Al2Si2O8  | Примеси          |
| Стекло полевошпатового состава |                  | Примеси          |

В тот же день были объявлены предварительные итоги лабораторных исследований образцов метеорита в лаборатории метеоритики ГЕОХИ РАН. Они установили повышенное содержание Fe — до 30 %, и повышенный Mg, также обнаружено наличие в его составе Ni, Co и Cu.
24 сентября 2013 года со дна озера Чебаркуль водолазы экспедиции «Язь» подняли фрагмент болида размером с кулак.
16 октября 2013 года со дна озера Чебаркуль (Челябинская область) были подняты наиболее крупные из фрагментов, общей массой 654 кг.
Мошенники пытались продавать фальшивые метеориты в Интернете. Видимо, в этих же целях в Енисейском ювелирном заводе частным лицом были заказаны и изготовлены в 2015 году 100 штук медалей из недрагоценных сплавов якобы для последующей установки в них в Новосибирске кусочков метеорита «Челябинск». Вместе с тем сами учёные обеспокоены перспективами возможного хищнического сбора метеоритов и потери ценного научного материала, и призывают людей сдавать находки учёным в Челябинский государственный университет, они готовы за них заплатить.
В июле 2022 года в опубликованной в European Physical Journal Plus статье ученые сообщили об открытии неизвестных ранее микрокристаллов углерода размером несколько микрометров в исследуемой пыли метеорита. Новые кристаллы представлены в квазисферической форме и в виде шестиугольных стержней с замкнутой оболочкой.

## Хранение метеорита
Основная, наиболее крупная часть метеорита весом около 500 кг экспонируется в Челябинском государственном краеведческом музее (с 2016 года — Государственный исторический музей Южного Урала), в зале природы и древней истории. Во время хранения от неё была отпилена и похищена часть массой около 2,5 кг. Осколок помельче был передан на хранение в Музей истории ЮУЖД.
Более мелкие фрагменты (осколки) были применены, в честь годовщины падения метеорита, при изготовлении в Златоусте сувенирных олимпийских медалей из драгметаллов, вручённых главе МОК и 10 олимпийским чемпионам Зимних Олимпийских игр 2014 года в Сочи, победившим 15 февраля 2014 года: Гилберт Фелли, Виктор Ан, Александр Третьяков, Камил Стох, Збигнев Брудка, Ян Чжоу, Эмма Викен, Ида Ингемарсдоттер, Шарлотта Калла, Анна Хог, Анна Феннингер. 40 медалей с фрагментами метеорита были изготовлены для продажи коллекционерам.

## Галерея

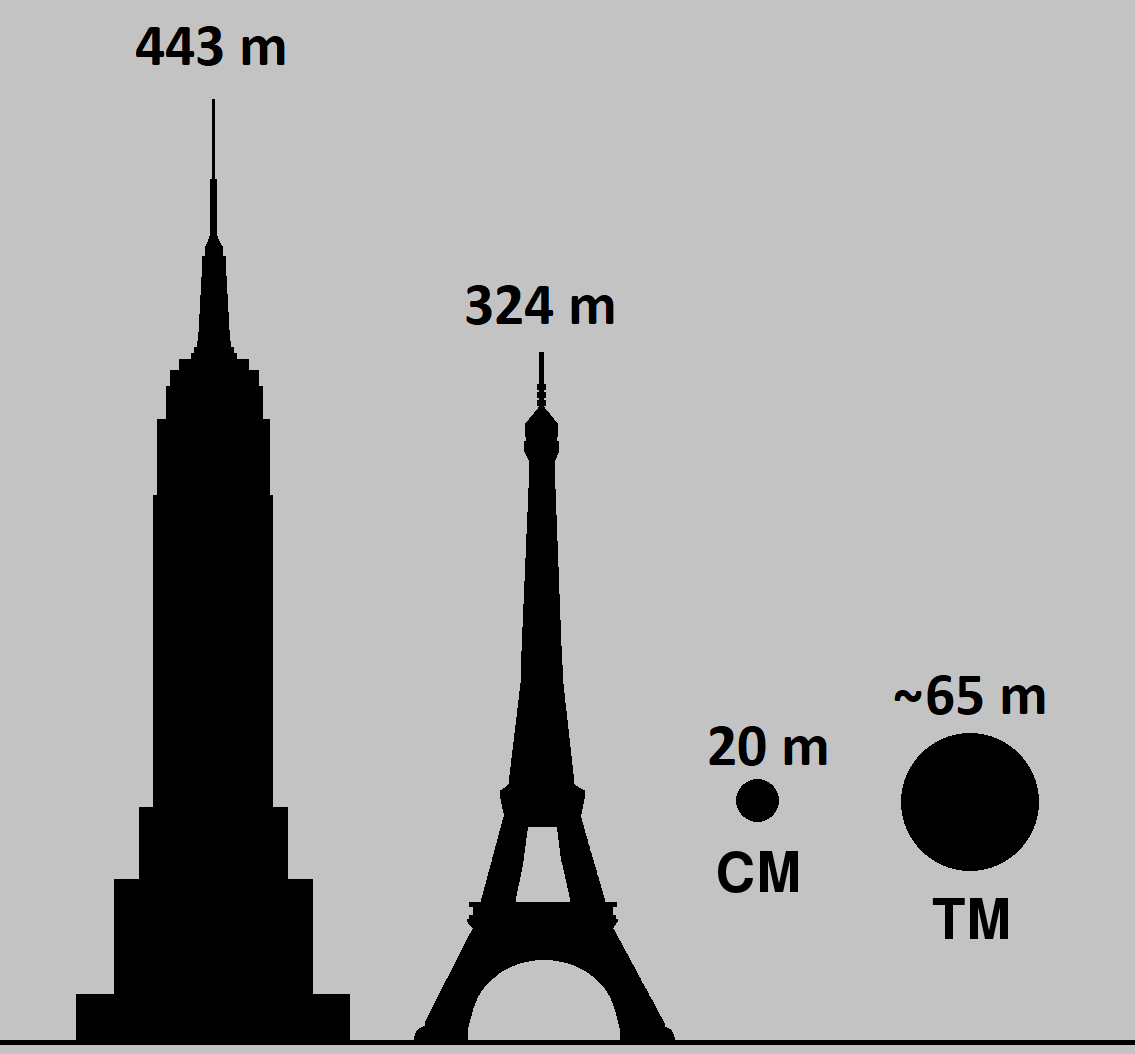
На изображении показаны высоты Эмпайр-стейт-билдинг (443 м), Эйфелевой башни (324 м), в сравнении с человеком и Челябинским метеоритом
Размер Челябинского астероида по сравнению с другими объектами (метеорит, создавший кратер Барринджер и др.)
Челябинский метеороид, по предварительной оценке НАСА, был размером 15 метров, массой — 7000 тонн[50]. Метеороид изображён так, как его представляет художник
Сравнение метеорита и астронавта
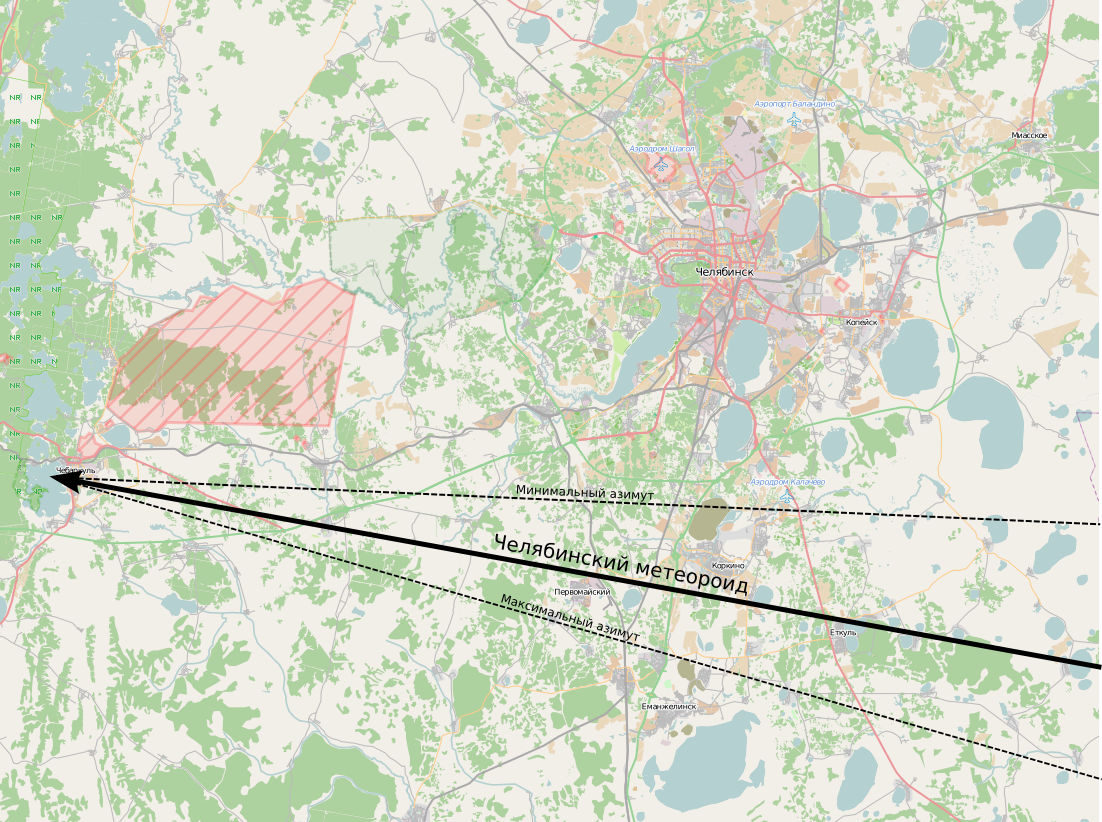
Траектория астероида
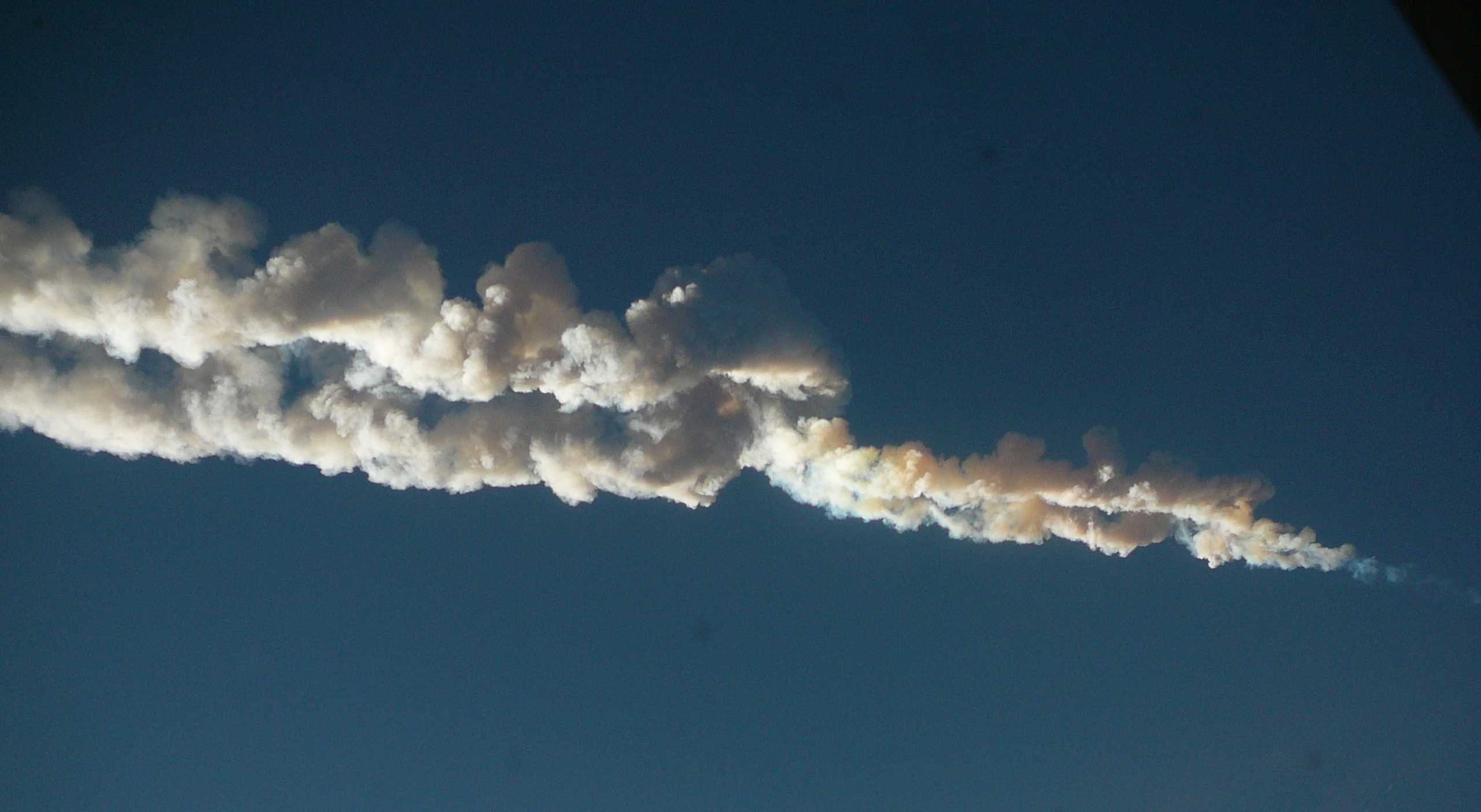
Конденсационный след в атмосфере, сформировавшийся при падении метеорита
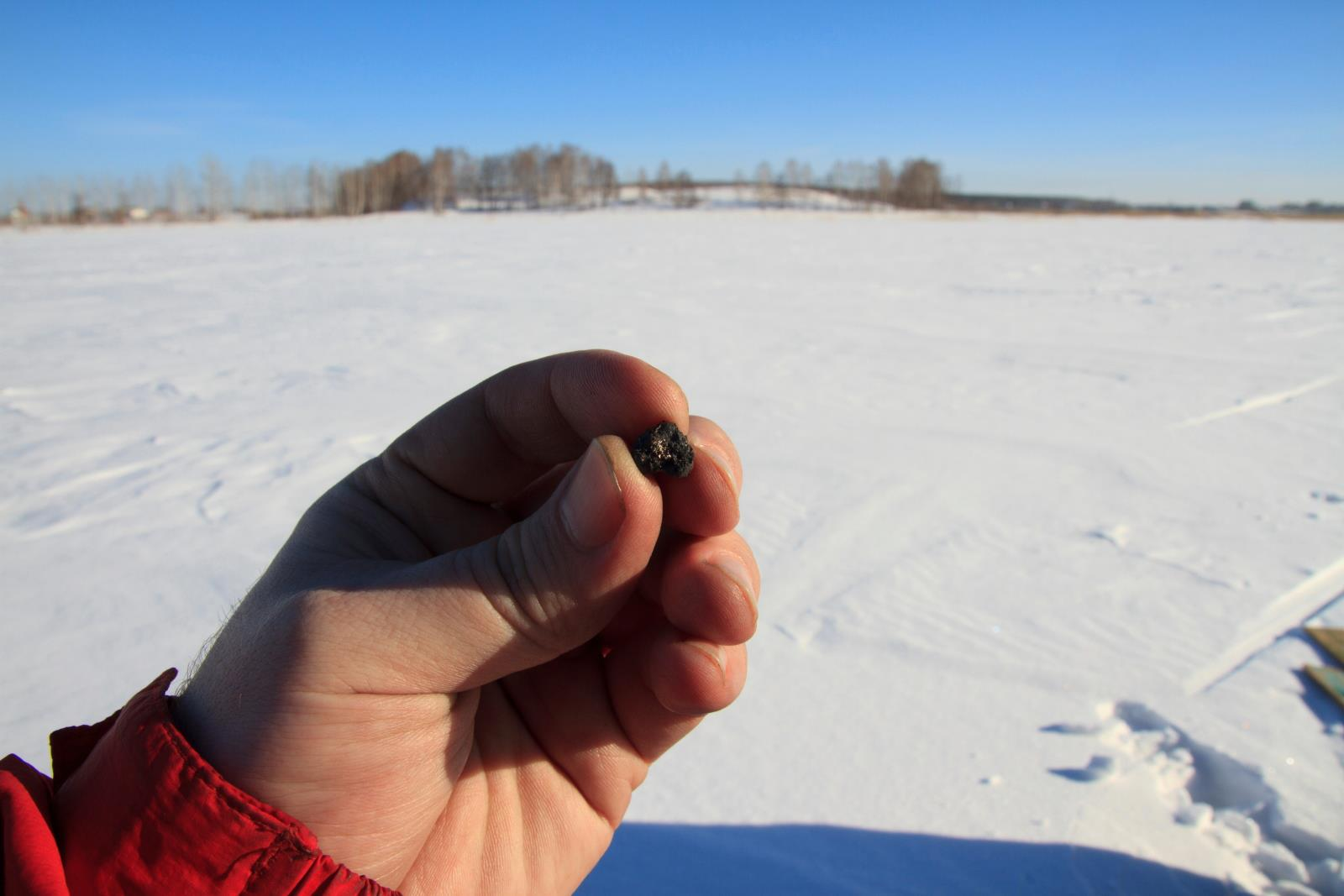
Исследователь держит осколок метеорита, найденный на озере Чебаркуль через 3 дня после падения
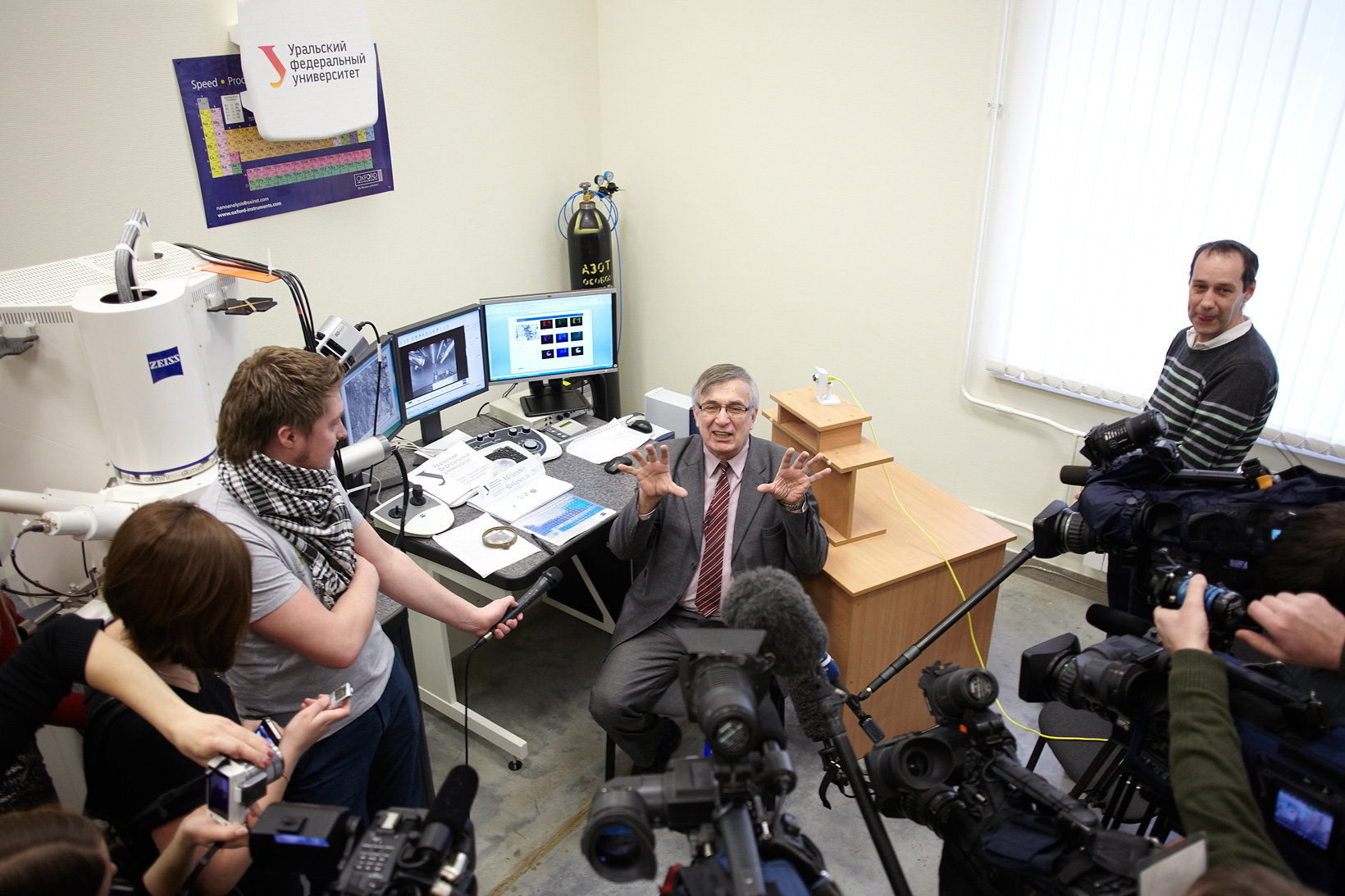
Учёный УрФУ Виктор Гроховский рассказывает о первых результатах исследований на пресс-конференции в Екатеринбурге
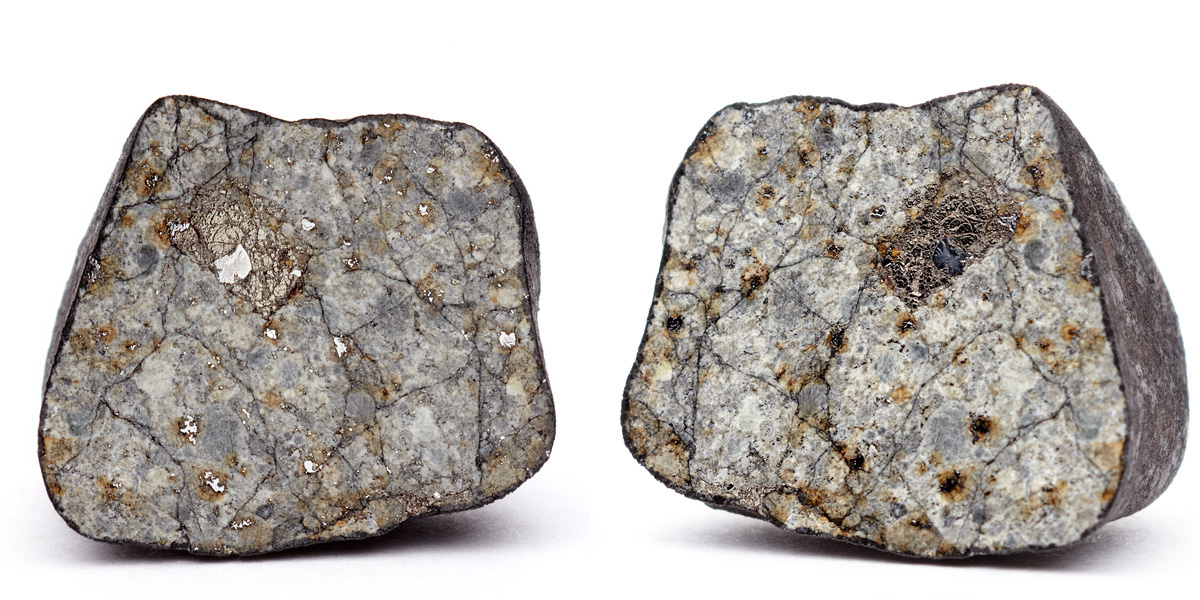
Один из фрагментов в разрезе
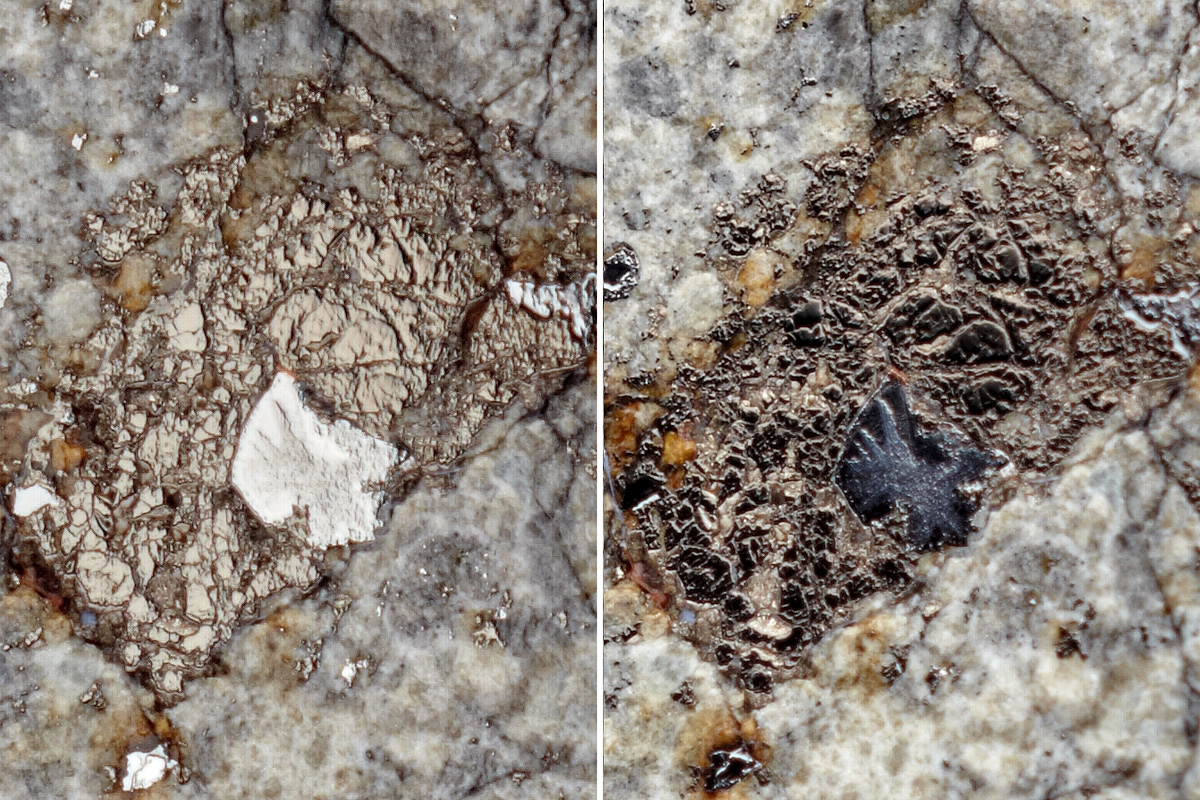
Включения крупным планом